# Ilja Tufanowitsch Sadygow
Ilja Tufanowitsch Sadygow (russisch Илья Туфанович Садыгов; * 29. September 2000) ist ein russischer Fußballspieler.

## Karriere
Sadygow wechselte im Januar 2018 zum Viertligisten Olimp Chimki. Mit Olimp stieg er 2019 in die Perwenstwo PFL auf. In seiner ersten Saison in der dritten Liga kam er bis zum COVID-bedingten Saisonabbruch zu 16 Einsätzen, in denen er zwei Tore erzielte. Zur Saison 2020/21 fusionierte Olimp mit dem FSK Dolgoprudny zum FK Olimp-Dolgoprudny. Für Olimp-Dolgoprudny kam er in jener Saison zu 23 Drittligaeinsätzen, in denen er vier Tore erzielte. Zu Saisonende stieg der neue Verein prompt in die Perwenstwo FNL auf.
Nach dem Zweitligaaufstieg wechselte Sadygow allerdings zur Saison 2021/22 zum Erstligisten FK Chimki. Sein Debüt in der Premjer-Liga gab er im August 2021, als er am vierten Spieltag jener Saison gegen den FK Sotschi in der Nachspielzeit für Senin Sebai eingewechselt wurde.